# Київський міський пологовий будинок № 2
50°29′58″ пн. ш. 30°26′39″ сх. д. / 50.49944° пн. ш. 30.44417° сх. д.

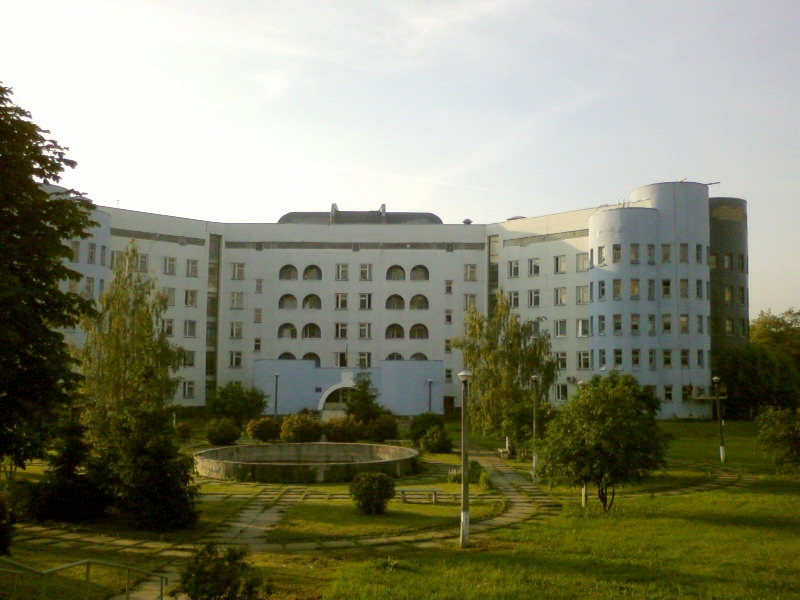
фасад

Київський міський пологовий будинок № 2 — пологовий будинок в Подільському районі Києва, розташований за адресою — вул. Мостицька, 11. Відкритий у 1991 році. Розрахований на 180 місць.
Історія пологового будинку на Подолі починається в 1913 році  із невеличкого пологового відділення у Єврейській лікарні купца і філантропа Маркуса Зайцева на Кирилівській вулиці. У роки радянської влади тут, за адресою Фрунзе (Кирилівська 61-63) розташовувся Пологовий будинок № 2 Подільського району, який в 1988 отримав нові приміщенняна вулиці Мостицькій.
Спеціалісти: близько 400 співробітників, усіма відділеннями завідують лікарі вищої категорії, 14 лікарів-неонатологів.
Пологовий будинок будувався з 1988 року і планувався як перший пологовий будинок, який розрахований на сумісне перебування матері і дитини. З 2008 року пологовому будинку належить статус регіонального центру за програмою підтримки грудного вигодовування, а з червня місяця він збагатився на дуже важливе відділення — інтенсивної терапії для новонароджених і прийнятий в проект МОЗ України і «ЮНІСЕФ» «Здоров'я матері і дитини». Це дало можливість збільшити до 70% кількість партнерських пологів, при яких жінка має право вибрати будь-яку зручну позу, у тому числі і вертикальну. Такі пологи не тільки забезпечують спокій самої породіллі, але і дозволяють істотно скоротити кількість препаратів, які вводять лікарі під час пологів. Завдяки цьому контролю виключається вплив фармакологічних речовин на ще не народженого малюка.
Число кесаревих розтинів — близько 15% від загальної кількості пологів (тобто пологовий будинок орієнтований на природні пологи). При цьому кесареве проводять в тому числі під спінальним наркозом, коли мама повністю контролює ситуацію і має можливість прямо в операційній годувати малюка грудьми.

## Структура
- 2 акушерських відділення;
- 2 гінекологічних відділення;
- відділення патології вагітності;
- відділення інтенсивної терапії для дорослих;
- дитяче відділення з палатою інтенсивної терапії;
- 4 операційних, одну з яких обладнали лапароскопічною установкою.

Окрім цього, є 2 апарати УЗД, один з яких — з допплерометрією (цей пристрій дозволяє досліджувати кровообіг в системі мати-плід), фіз-кабінет, стерилізація і відділення переливання крові.
Пологовий будинок — абсолютно автономне приміщення, яке має свою пральню, харчовий блок, котельню.
Кафедри:
- акушерства і гінекології під керівництвом головного гінеколога України;
- кафедра Національної академії післядипломної освіти ім. П. Л. Шупіка.